# Abante (figlio di Euridamante)
Nella mitologia greca,  Abante  (in greco antico: Ἄβας) era il nome di uno dei due figli di Euridamante.

## Il mito

### Le origini
Abante era figlio dell'indovino Euridamante ma non ne aveva ereditato le arti divinatorie. Partecipò alla guerra di Troia insieme al fratello Poliido schierandosi dalla parte del re Priamo.

### La morte
Abante ingaggiò battaglia insieme al fratello contro l'acheo Diomede, ma entrambi perirono per mano sua. Euridamante in questa occasione, proprio quando si trattava del destino dei suoi figli, non riuscì a prevedere il futuro.

### Fonti
- Omero, Iliade V, 148-151

### Moderna
- Luisa Biondetti, Dizionario di mitologia classica, Milano, Baldini&Castoldi, 1997, ISBN 978-88-8089-300-4.